# غربي (غنم)
خروف غربي (علوش غربي)، هو سلالة من الأغنام من أصل جزائري، تُربى أيضًا في تونس، في غرب البلاد. يُربَّى من أجل الحصول على لحم أو في حال كانت السلالة مختلطة يكون ذلك من أجل اللحوم والحليب.

## وصفه
هو معروف أيضًا باسم "بِرْغِي». السلالة من أصل جزائري. عادة ما يكون الجسد كله باللون الأبيض وحتى الرأس. الذكر فقط هو الذي يملك القرون، أما الإناث فتكون عادة مرقطة.
يتميز ذيله بكونه رفيعًا وهو ما منح اسمه للسلالة.
يبلغ وزن النعجة البالغة ما بين 45 إلى 55 كيلوغراماً وبالنسبة للكبش يبلغ الوزن ما بين 65 إلى 80 كيلوغراماً في. الارتفاع عند الغارب يتراوح من 60 إلى 75 سم.

## الاستخدامات
هي أغنام يتم تربيته من أجل الحصول على لحوم أو سلالة مختلطة من أجل الحصول على الحليب واللحوم. يُستخدم أيضًا في التهجين مع مارينو أسود من آرل للحصول لاحقًا على خروف أسود تيبار.

## انتشار التكاثر
يمثل الخروف الغربي 32٪ من قطيع الأغنام التونسي، أي ما يُعادل 1 264 500 رأس في عام 2008، وفقًا لتقرير ديوان تربية الماشية و توفير المرعى، مع زيادة مستمرة في القطيع خلال السنوات العشر السابقة على العد.
تُربى هذه السلالة بشكل رئيسي في غرب تونس.

## معرض الصور

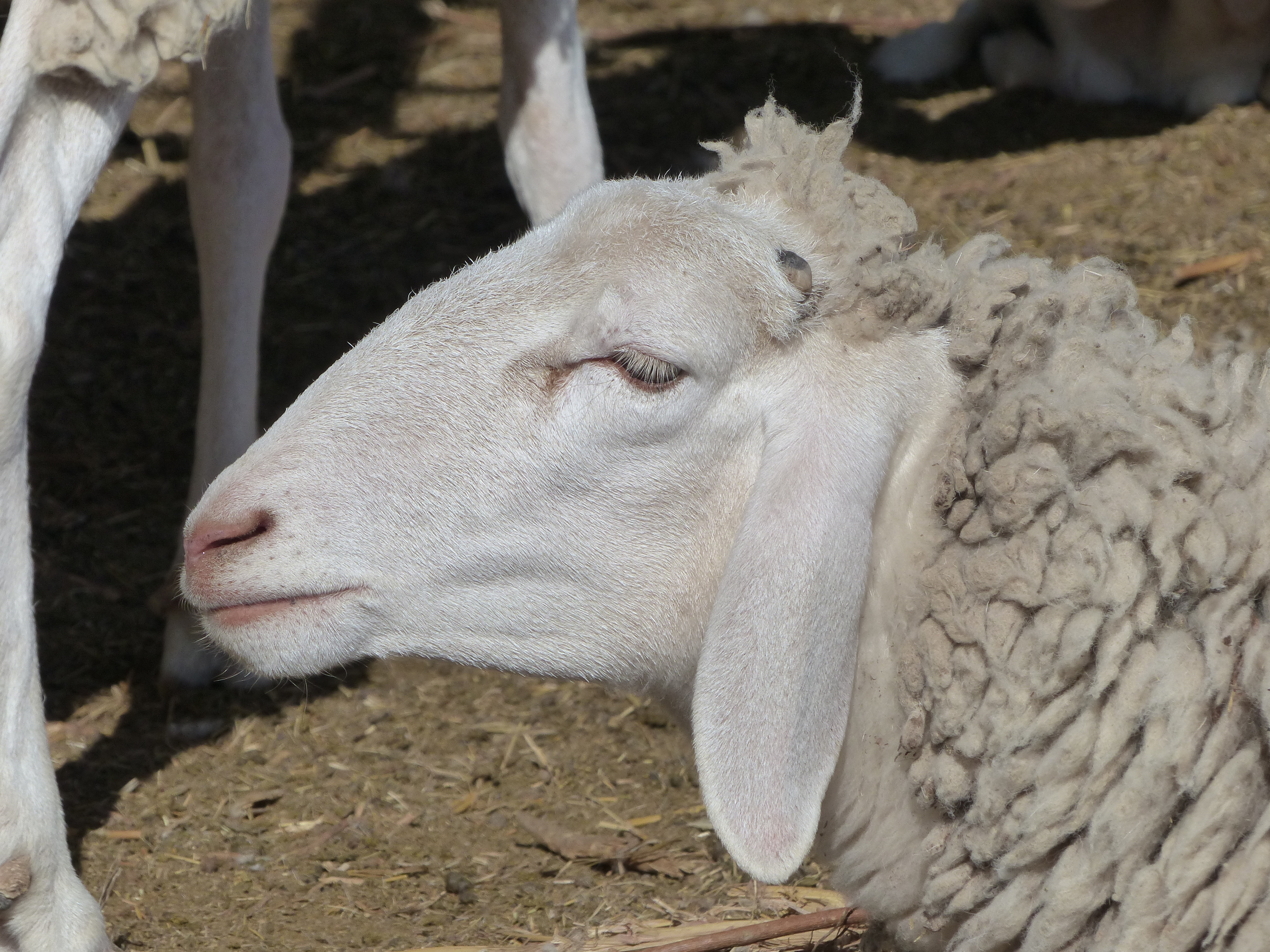
صورة لكبش (ذكر بالغ) من سلالة الغربي.
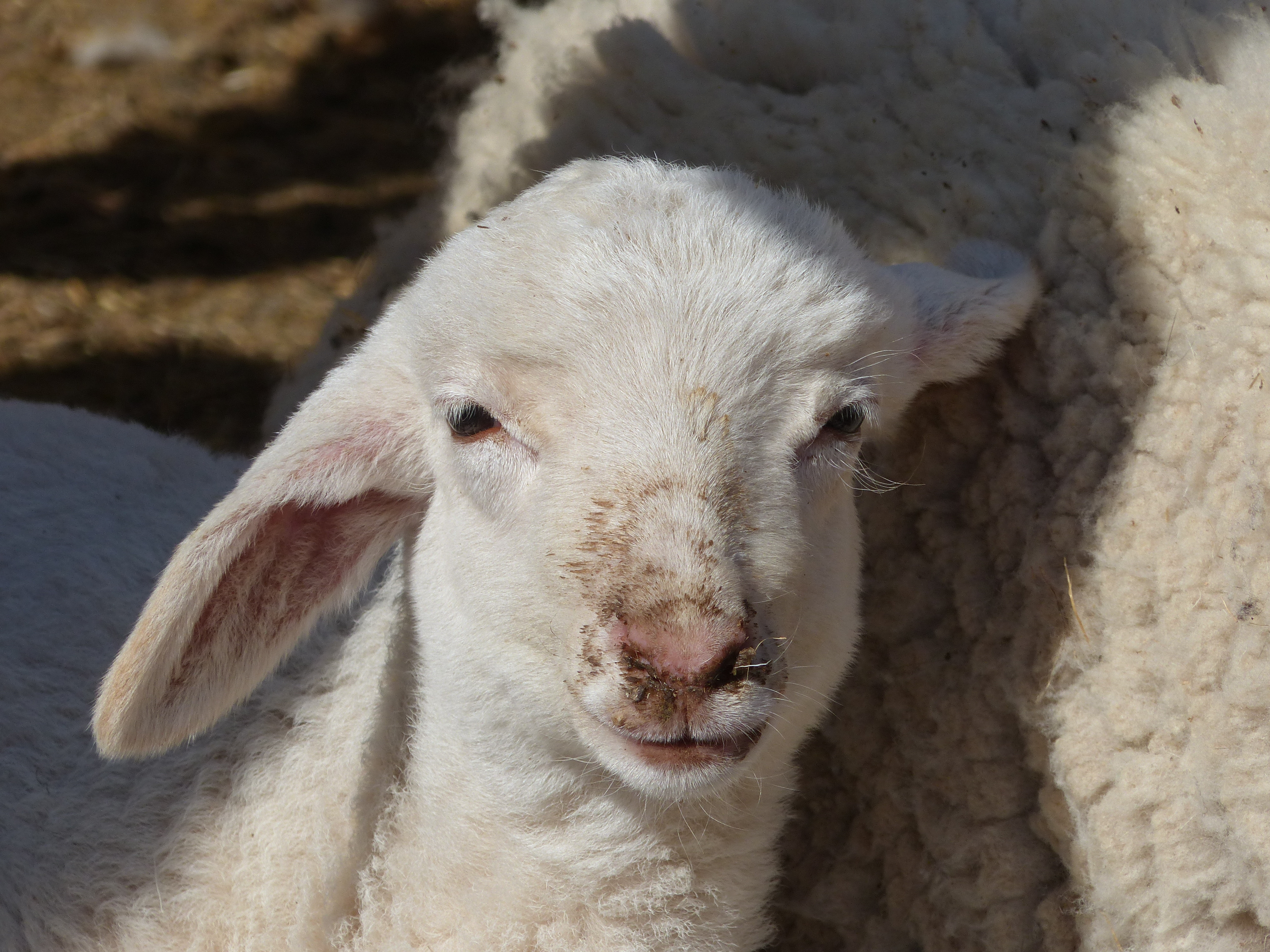
صورة لخروف (صغير) من سلالة الغربي.
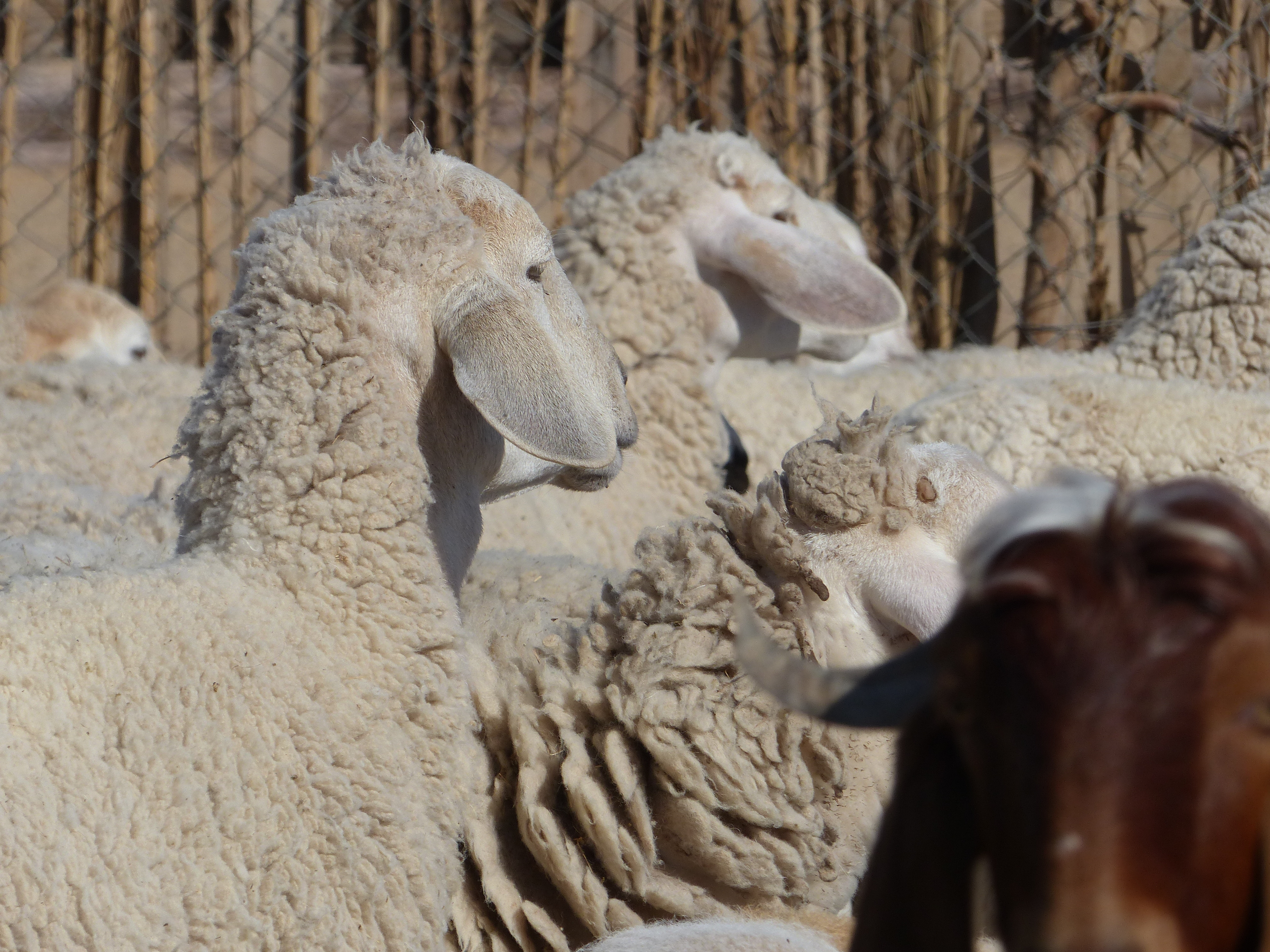
صورة لقطيع من الخرفان من سلالة الغربي.
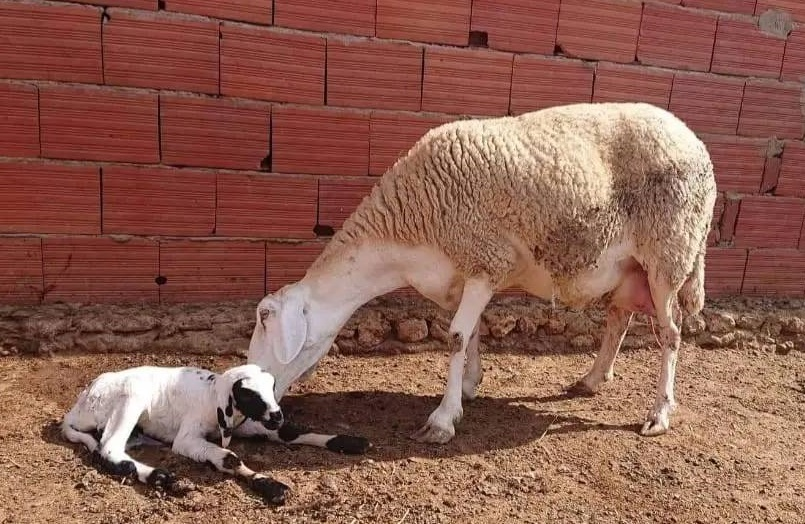
صورة لنعجة (أنثى) من سلالة الغربي مع صغيرها.

## فهرس
- Khaldi, Zineb; Haddad, Behrooz; Souid, Sami; Rouissi, Hamadi (Dec 2011). "Caractérisation phénotypique de la population ovine du Sud Ouest de la Tunisie". Animal Genetic Resources/Ressources génétiques animales/Recursos genéticos animales (بالفرنسية). 49: 1–8. DOI:10.1017/s2078633611000361. ISSN:2078-6336. Archived from the original on 2022-01-09. Retrieved 2023-06-24..